# Belvédère (Maastricht)
Pour les articles homonymes, voir Belvédère.
Belvédère est un quartier de l'arrondissement nord-ouest de la ville de Maastricht.

## Géographie
Le quartier est situé près de la frontière belge (au nord). À l'est se trouve le quartier de Lanakerveld, à l'ouest celui de Boschpoort et au nord celui de Bosscherveld. Le nom du quartier Belvédère est également utilisé pour une plus grande zone, située au nord-ouest de la ville de Maastricht, qui sera réaménagée dans les années à venir (« Plan Belvédère »).

## Histoire

### Préhistoire

#### Carrière de Maastricht-Belvédère
Moustérien
Dans le lœss du Belvédère, les plus anciens vestiges archéologiques des Pays-Bas ont été découverts. Les fouilles, menées dans les années 1980, ont mis au jour des restes de différentes périodes du Paléolithique moyen.
Des traces de peuplement humain remontant à 250 000 (SIO 7) ont été découverts dans des zones de campements temporaires. Parmi les éléments mis au jour se trouvent des outils de pierre néandertaliens et des ossements d'animaux. L'une des principales découvertes, faite par des scientifiques de l'Université de Leyde, est celle d'un outil en silex dont l'étude des traces d'usures au microscope a montré qu'il avait été utilisé dans l'abattage d'un rhinocéros laineux. Des traces d'un campement néandertalien datant d'environ 80 000 ans ont aussi été trouvées. De petites quantités d'hématite ont également été trouvées, importées de sites relativement éloignés ; c'est la plus ancienne trace connue d'utilisation de colorant en Europe, qui en fait remonter l'usage à au moins 200 000–250 000 ans c'est-à-dire la même ancienneté que l'usage le plus ancien connu en Afrique.
Néolithique
Des traces de la première culture paysanne de la région, celle de la céramique linéaire ont été trouvées dans la carrière du Belvédère ainsi qu'à d'autres endroits de Maastricht.

### XIXesiècle
Depuis la fin du XIXe siècle, une grande partie du quartier Belvédère est à vocation industrielle. Une des plus anciennes entreprises fut l'usine de fabrication de briques Belvédère (1897-1982). Parmi les entreprises encore présentes se trouve l'usine de Ciba-Geigy (acquise par BASF). Dans le quartier se trouve une usine de traitement des eaux usées et plusieurs décharges.

### Années 1990 et 2000: projet Belvédère
Le projet Belvédère est un plan directeur de l'urbaniste de Frits Palmbout établi en 1999. Le projet prévoit la transformation des 280 hectares de l'ancienne zone industrielle du nord-ouest de Maastricht en une zone habitable avec de nouvelles infrastructures pour la période 2000 à 2025.
En plus du quartier du Belvédère, le plan Belvédère couvre les quartiers de Boschpoort, Bosscherveld, Lanakerveld, Frontenkwartier et, dans le ring, des parties du Statenkwartier et du Boschstraatkwartier. Cependant, du fait de la crise du marché du logement et des espaces de bureau, et du fait de la baisse de la population du Limbourg, le plan a fait l'objet d'ajustements. En 2012, la priorité a été accordée au réaménagement des anciens sites industriels situés directement au nord du centre-ville.
Le premier projet de logement à être lancé fut le Nuts-Lindenkruis (ancienne zone de travaux publics). Des écoles d'arts et des institutions d'art (dont le Cinéma Lumière et la troupe de théâtre de Maastricht) seront délocalisées aux alentours du bâtiment Eiffel (ancienne usine de Koninklijke Sphinx) et du Timmerfabriek au bassin (anciennement également partie du Sphinx). L'arrivée du pont du nord dans le quartier sera détournée (déplacée plus au nord). Enfin l'ancienne voie ferrée deviendra le tramway Hasselt - Maastricht.

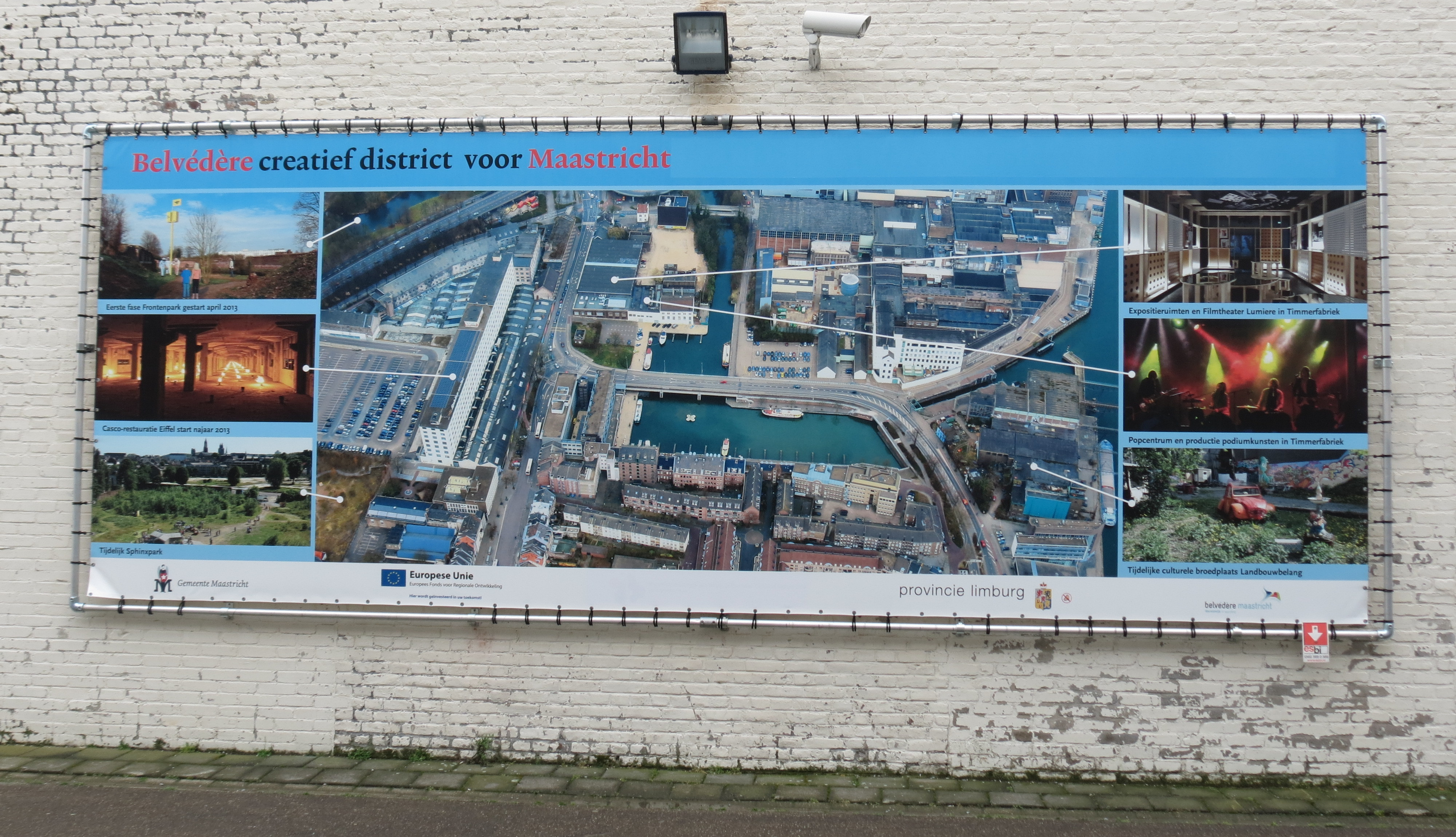
Tableau d'information sur le « Plan Belvédère ».
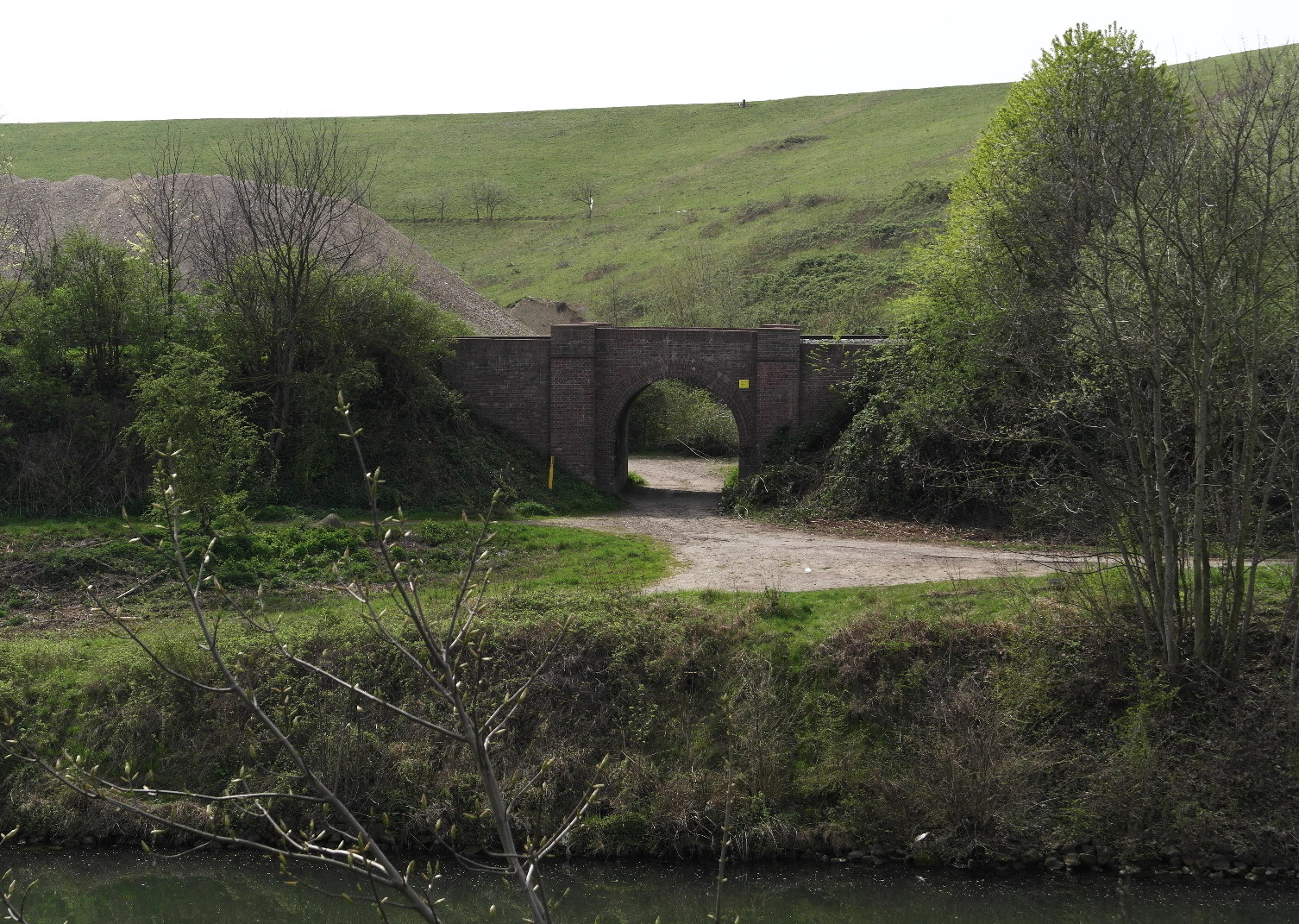
Zuid-Willemsvaart et le pont.
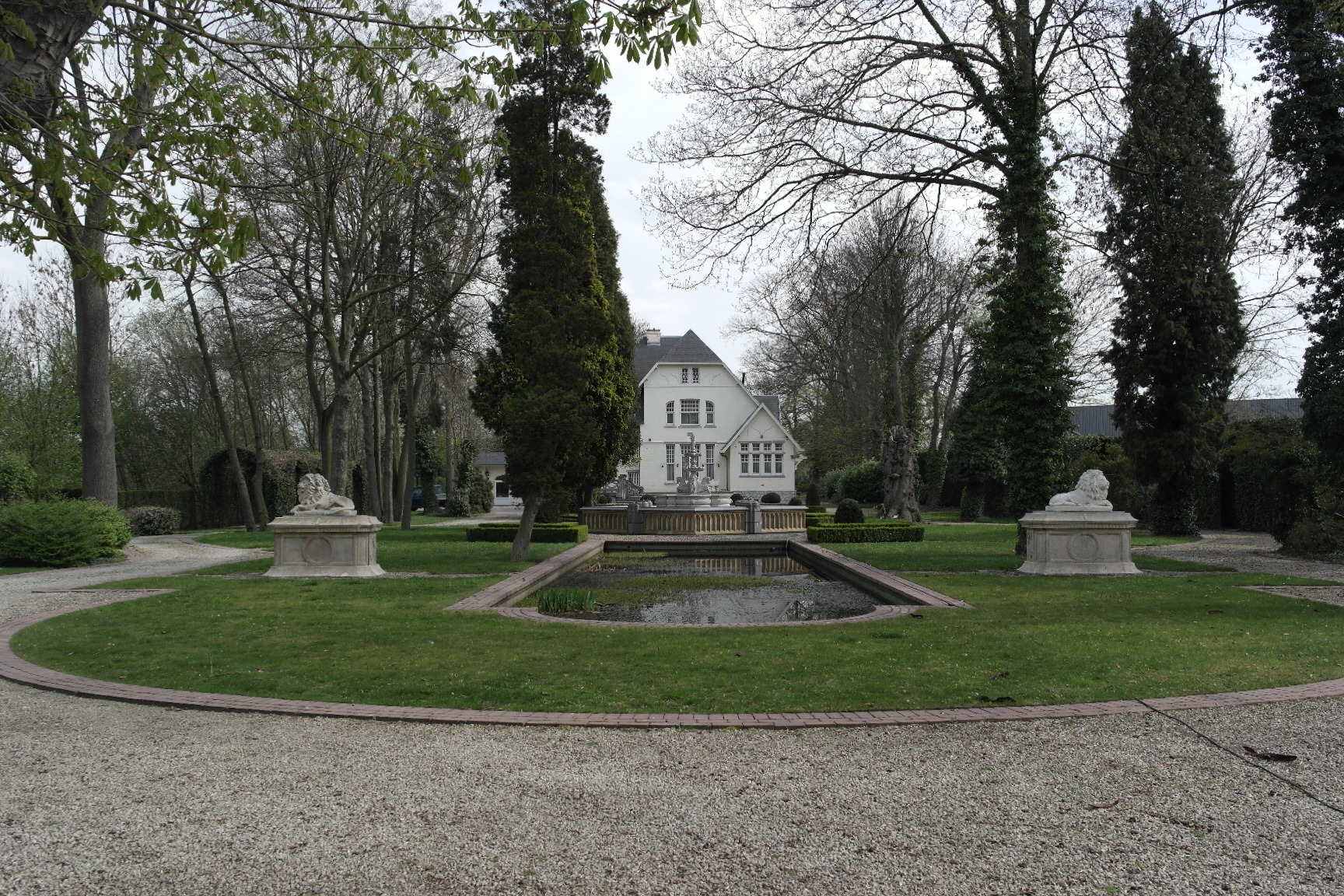
Villa Bon Abri sur la Brusselseweg.
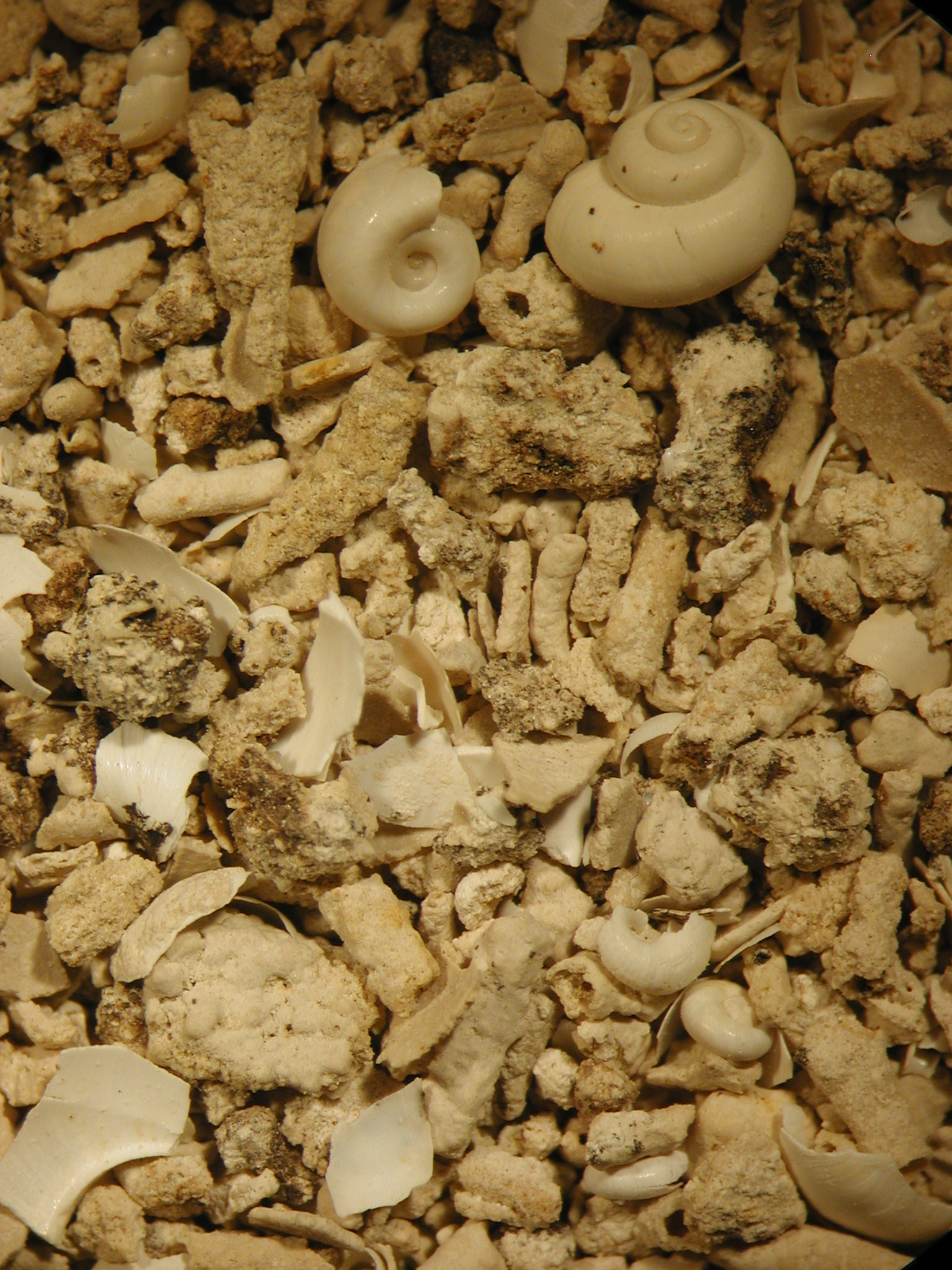
Détail de la carrière du Belvédère.